# Ночные мечты
«Ночные мечты» (англ. Nightdreams) — американский порнофильм со значительными элементами хоррора 1981 года, снятый режиссёром Фрэнсисом Делией (Francis Delia). Авторы сценария — Джерри Шталь (Jerry Stahl) и Стивен Сайядиан.

## Сюжет
Два учёных используют электрические разряды, чтобы вызвать у женщины по имени миссис Ван Хаутен сюрреалистические и эротические сны. После множества странных сцен, начиная от секса с мужчиной в коробке из-под пшеничной каши Cream of Wheat и заканчивая путешествием в бездну ада, неожиданный финал показывает, кто эта женщина, получающая электрические разряды.

## В ролях
- Дороти ЛеМей — миссис Ван Хаутен
- Лони Сандерс — Раб Демона
- Дженнифер Вест — Доктор
- Кевин Джеймс — Небесный Человек
- Fast Steppin' Freddie — пшеничный крем
- Пол Бертелл — ломтик хлеба
- Кен Старбак — Демон
- Жаклин Лорианс — пастушка-брюнетка
- Даниэль — пастушка-блондинка
- Энди Николс — Доктор
- Мишель Бауэр — прикованная девушка

## Приём
В целом, фильм получил положительные отзывы. Adult Video News, Adam Film World и Hustler дали ему в обзорах оценки от четырёх до пяти звёзд.

## Награды
В 1992 году фильм был выбран в Зал славы XRCO.
В 1986 году историк порнофильмов Джим Холлидей поместил его на 13-е место в списке 40 лучших фильмов для взрослых, выбранных советом экспертов отрасли. В 2001 году журнал Adult Video News поместил его на 62-е место в списке величайших фильмов для взрослых всех времён. В 2007 году AVN назвал его одним из «50 самых влиятельных взрослых релизов всех времен» для зарождения жанра альтернативной порнографии, который использует «вдохновение MTV, фишки рок-видео, отсылки к хипстерам и андеграундную музыку».

## Сиквелы
За Nightdreams последовали Nightdreams II в 1989 году и Nightdreams 3 в 1991 году. Оба этих фильма были сняты Стивеном Саядианом. Персонаж миссис Ван Хаутен также появился в 1989 году в фильме Саядиана и Шталя «Доктор Калигари».